# Єпархія Магідо
Єпархія Магідо (лат: Dioecesis Magydensis) — закритий престол Константинопольського патріархату та титулярний престол Католицької Церкви.

## Історія
Магідо, ідентифікований з Лаарою в сучасній Туреччині, є стародавнім єпископським престолом римської провінції Памфілія Друга в цивільній єпархії Азії. Вона входила до Константинопольського патріархату і була суфраганкою архієпархії Перге.
Єпархія згадується в Notitiae Episcopatuum патріархату до ХІІ століття.
До цієї стародавньої єпархії належать шість єпископів. Афродизій брав участь у першому Вселенському соборі, який відбувся в Нікеї в 325 році. Македоній брав участь у Халкедонському соборі в 451 році і підписав синодальний указ Геннадія I Константинопольського проти симонійців приблизно в 459 році. У другій половині п'ятого століття кафедру Магідо зайняв єпископ- монофізит Епіфаній, який у 476 році залишив свою кафедру, щоб вийти у відставку спочатку в Олександрії, а потім у Палестині, поблизу Майуми в Газі; тут він висвятив Севера, майбутнього патріарха Антіохії. Конон втрутився на Константинопольський собор 553 року. Платон брав участь у Константинопольському соборі в 680 році і в соборі, скликаному в Трулло в 692 році. Нарешті, Маріан відвідав Нікейський собор 787 року.
З XV століття Магідо вважався одним з титульних єпископських престолів католицької церкви; місце було вакантним з 21 березня 1975 року.

## Хронотаксис

### Грецькі єпископи
- Афродизій † (згадується в 325 р.)
- Македоній † (до 451 — після 458/459 )
  - Епіфаній † (? — 476 у відставці) (єпископ- монофізит)
- Конон † (згадується в 553 р.)
- Платон † (до 680 — після 692)
- Маріан † (згадка 787 р.)

### Титулярні єпископи
- Нікола † (початок 15 ст.)

- Джованні Баттіста ді Серравалле, OFM Ref. † (22 серпня 1759–1761 помер) (обраний єпископ)

- Маріано ді Норма, OFMObs. † (3 квітня 1787 — 6 квітня 1790 помер)
- Джеймс Браун † (20 березня 1827 — 30 квітня 1829, змінив єпископа Кілмора)
- Буенавентура Кано і Торренте, О. де М. † (помер 29 липня 1833 — 4 серпня 1838)
- Eustachio Vito Modesto Zanoli, OFM Ref. † (4 грудня 1856 — 7 серпня 1857 призначений титулярним єпископом Єлевтерополя)
- Вінченцо Бракко † (2 березня 1866 — 21 березня 1873 призначений патріархом Єрусалиму)
- Пашкал Буконич, OFMObs. † (30 січня 1880 — 18 листопада 1881 призначений єпископом Мостарсько-Дувно)
- Хуан Франциско Букс і Лорас † (помер 30 березня 1882–1883)
- Бернардіно Калдайолі † (9 серпня 1883 — 1 березня 1884 змінив єпископа Гроссето)
- Джованні Калієро, SDB † (30 жовтня 1884 — 24 березня 1904 призначений титулярним архієпископом Себастії)
- Лайош Шмречаний † (25 листопада 1904 — 26 березня 1912 призначений архієпископом-коад'ютором Егера)
- Андре-Леонсе-Жозеф Елой, <a href="https://it.wikipedia.org/wiki/Società_per_le_missioni_estere_di_Parigi" rel="mw:ExtLink" title="Società per le missioni estere di Parigi" class="cx-link" data-linkid="172">M.E.P.</a> † (11 грудня 1912 — 30 липня 1947 помер)
- Вунібальдо Годчард Таллер, OFM † (помер 20 грудня 1947 — 21 березня 1975)